# Оренбургский учительский институт
Оренбургский учительский институт — педагогическое учебное заведение (учительский институт) Российской империи, существовавшее с 1878 по 1894 год в городе Оренбурге, в структуре Оренбургского учебного округа для подготовки приготовления учителей для городских, уездных и начальных народных школ и училищ. По другим данным существовал до 1896 года.

## История
30 мая 1878 года был открыт Оренбургский учительский институт. Это стало возможным благодаря инициативе генерал-губернатора Н. А. Крыжановского, добившегося размещения нового института в здании построенном в 1842 году архитектором А. А. Гопиусом, в котором размещался 2-й эскадрон Оренбургского Неплюевского военного училища
и стараниям попечителя Оренбургского учебного округа П. А. Лавровского добивавшегося этого открытия перед Министерством народного просвещения Российской империи: 

Достаточно обратить внимание на полное отсутствие собственного контингента учителей в Оренбургском учебном округе и не только для средних учебных заведений, но в значительной степени и для низших, чтобы считать мысль об учительском институте самой благодетельной для всего восточного края
В 1879 году после пожара постигшего Оренбург, и нанёсшего ущерб зданию института, было принято решение о его восстановлении, которое велось до 1880 года под руководством губернского архитектора барона Эвальда Христофоровича Корфа. 10 декабря 1880 года при институте было открыто городское двухклассное училище, для практики в нём воспитанников института.
Оренбургский учительский институт готовил кадры для городских, уездных и начальных народных школ и училищ. Первым директором института был назначен Владимир Иванович Филоматитский. Основное управление институтом было сосредоточено в руках педагогического совета, под руководством директора, а также из всех преподавателей института и учителей городского училища, состоящих при институте. Обучение составляло трёхгодичный срок. Для обучения принимались молодые люди не моложе шестнадцати лет, как духовного, так и крестьянского сословия, выдержавших приёмные экзамены за курс уездного или городского училища, молодые люди кончившие курсы в гимназиях и духовных семинариях
принимались в институт без экзаменов. Число воспитанников института составляло до семидесяти пяти человек. В институте преподавались такие предметы как: педагогика, русский и церковно-славянский языки, чистописание, Закон Божий, черчение, рисование, пение, гимнастика, арифметика, алгебра, геометрия, физика, история и география. Окончившие полный курс обучения в институте получали аттестаты на звание учителя городского училища, и были обязаны отработать на должности учителя не менее шести лет.
В 1894 году министр народного просвещения граф И. Д. Делянов несмотря на успешную работу института в подготовке учительских кадров, ходатайствовал в Государственный совет о преобразовании института «в виду несоответствия его потребностям местного населения в образовании детей в реальное училище». С 1879 по 1894 год институтом было выпущено двести шесть учителей городских училищ.

## Директора
- Филоматитский, Владимир Иванович (1879—1883)
- Раевский, Николай Иванович (1883)
- Попов, Василий Алексеевич (1883—1885)
- Титков, Николай Ефимович (1885—1893)
- Зернов, Михаил Александрович (1893—1894)[7][3]

## Известные преподаватели
- Алфионов, Яков Иванович — преподаватель истории и географии[8]

## Известные выпускники
- Матвеев, Константин Константинович — доктор геолого-минералогических наук, профессор[9]
- Веков, Николай Дмитриевич — оперный певец, режиссёр[10]
- Миронов, Павел Миронович — статский советник, математик, методист, автор учебников по финансовой математике, геометрии и арифметике[11]
- Бондарев, Сергей Иванович — депутат Государственной думы I созыва от Саратовской губернии[12]